# Nordamerika
Nordamerika ist der nördliche Teil des amerikanischen Doppelkontinentes. Im Norden liegt der Arktische Ozean, im Osten der Atlantik, im Süden das Karibische Meer und im Westen der Pazifik. Nordamerika ist nach Asien und Afrika der drittgrößte Kontinent der Erde und umfasst einschließlich Grönland, der zentralamerikanischen Landbrücke und der Karibik eine Fläche von 24.930.000 km². Unter geologischen Gesichtspunkten gehören auch ein Teil Islands sowie Ostsibirien bis zum Tscherskigebirge zu Nordamerika.
Nordamerika hat rund 605 Millionen Einwohner und ist der mit 81 Prozent (Stand: 2014) am stärksten urbanisierte Erdteil, zu den größten Metropolen zählen Mexiko-Stadt, New York City, Los Angeles, Chicago und Toronto.
Südamerika und Nordamerika wurden nach Amerigo Vespucci benannt. Er kam als erster Europäer zur Erkenntnis, dass das Land, das Christoph Kolumbus entdeckt und als Indien angesehen hatte, ein eigener Kontinent sei. Die Verbindung von Nord- und Südamerika ist die Landenge von Panama. Gelegentlich wird Zentralamerika als eigener Kontinent genannt, nach herrschender Meinung ist es jedoch eine Region wie z. B. Westeuropa und gehört zu Nordamerika.
Die aus den Schöpfungsmythen der Algonkin und Irokesen stammende Bezeichnung Schildkröteninsel (Turtle Island) wird von panindianischen Kreisen als indigener Name für Nordamerika verwendet.

## Geografie

### Naturraum

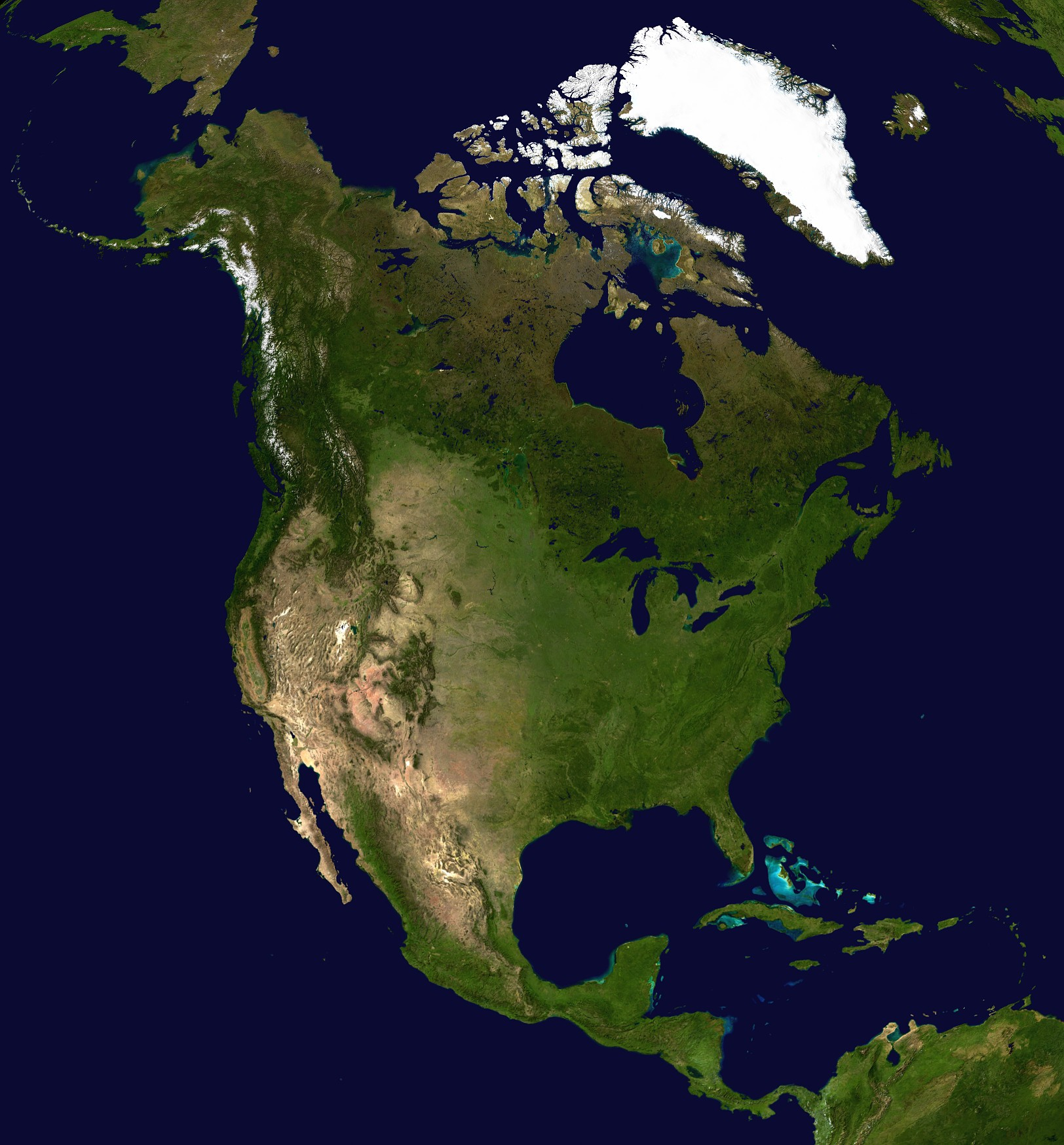
NASA-Satellitenbild, ca. 2002

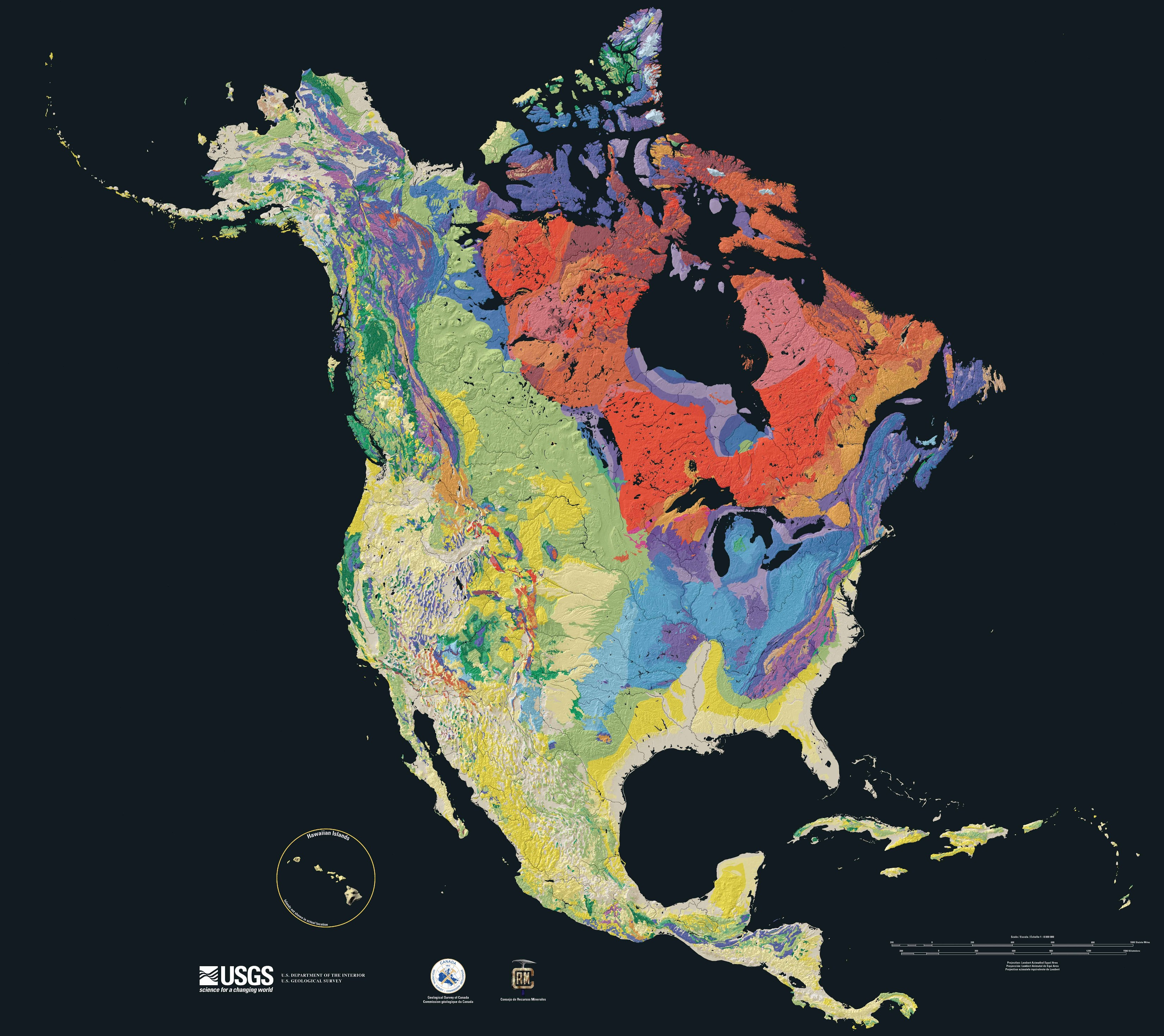
Geologische Karte Nordamerikas

Zu Nordamerika gehören Grönland, das einen autonomen Bestandteil des Königreichs Dänemark bildet, Kanada, die USA, Mexiko, Zentralamerika und mehrere karibische Inselstaaten.
Fast die gesamte Fläche Nordamerikas befindet sich auf der Nordamerikanischen Platte, ein Teil liegt auf der Pazifischen Platte. Hierbei handelt es sich hauptsächlich um die Halbinsel Niederkalifornien in Mexiko sowie den Küstenstreifen Kaliforniens von San Diego bis nördlich von San Francisco. Der Bruch zwischen der pazifischen und der nordamerikanischen Platte wird San-Andreas-Graben genannt. Beide Platten driften beständig nach Norden, die pazifische Platte mit einer höheren Geschwindigkeit. Dadurch gleiten beide Platten aneinander vorbei. Da dies nicht reibungslos passiert, verhaken sich beide Platten an verschiedenen Stellen und es kommt zu Erdbeben in diesem Gebiet. Der südliche Teil der mittelamerikanischen Landbrücke wird von der Karibischen Platte gebildet. An der Subduktionszone zwischen dieser und der Südamerikanischen Platte liegen die zu Nordamerika gezählten Kleinen Antillen.
Im westlichen Teil befinden sich die Alaskakette, die Rocky Mountains, die westlichen Kordilleren und die Sierra Madre Occidental, die hauptsächlich durch den Druck der pazifischen Platte auf die nordamerikanische Platte vor ca. 80 Millionen Jahren entstanden sind.
Höchster Gipfel Nordamerikas ist der in der Alaskakette gelegene Denali (Mount McKinley, 6190 m). Im Norden ist Grönland mit seinem Inlandeis und weiter südlich zwischen Kanada und den USA die Großen Seen erwähnenswert, die Hinterlassenschaften der letzten Eiszeit sind. Hier befindet sich der nach dem Kaspischen Meer zweitgrößte See der Welt, der Obere See mit einer Fläche von etwa 82.000 Quadratkilometern. Auf der östlichen Seite finden sich die Appalachen, die mit einem Alter von ca. 400 Millionen Jahren zu den älteren Gebirgen der Welt gehören. Zwischen den Appalachen und den Rocky Mountains finden sich die Great Plains, eine zentrale Tiefebene, durch die der Missouri River und der Mississippi River fließen. Das Mississippital wird auch Tornado Alley genannt, da hier Tornados entstehen.
Seit 1931 gilt Rugby, North Dakota als der geografische Mittelpunkt Nordamerikas. Die Position wurde mit einem 4,5 m hohen Steinobelisken markiert.

### Geologie
Nord- und Südamerika sind geologisch unterschiedliche Kontinente und wurden erst relativ spät an der mittelamerikanischen Landbrücke zusammengefügt. In der früheren Erdgeschichte gehörte Nordamerika zum Urkontinent Laurasia, während Südamerika (mit Afrika und Indien) Bestandteil von Gondwana war.
Im Zuge der Kontinentaldrift öffnete sich der Atlantik, sodass Nordamerika von Europa getrennt wurde. Dasselbe geschah mit Südamerika und Afrika. Die langen, Nord-Süd verlaufenden Gebirgsketten der Rocky Mountains (Felsengebirge) und der Anden sind eine Folge dieser Drift und in so ausgeprägter Form auf keinem anderen Kontinent zu finden.
Einen Überblick zur Verteilung der wichtigsten Gesteinstypen geben die untenstehenden Abbildungen.

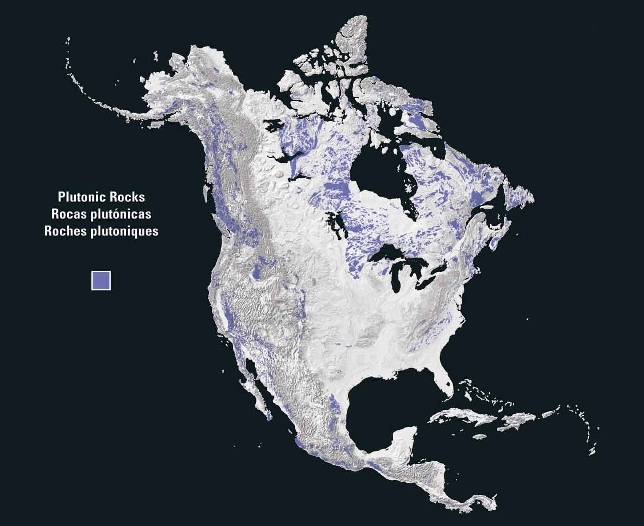
Magmatische Gesteine (Plutonite)
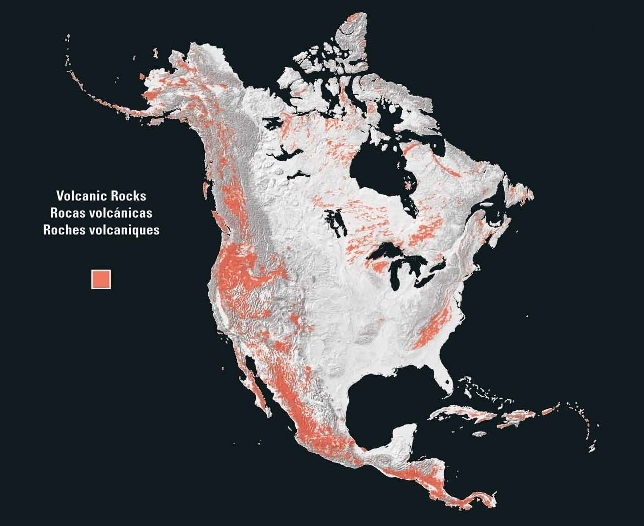
Magmatische Gesteine (Vulkanite)
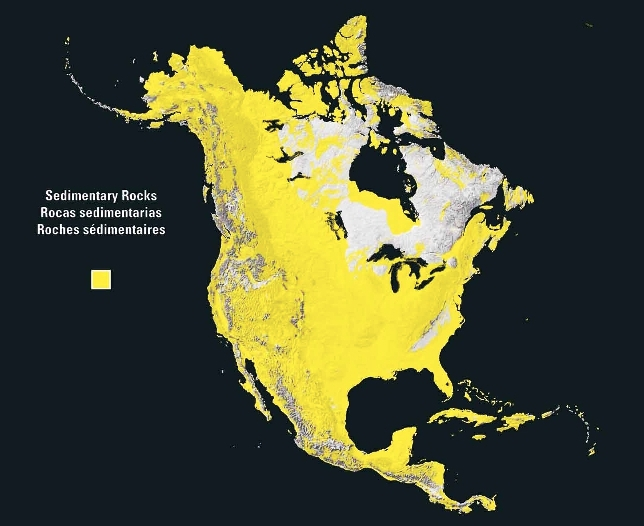
Sedimentgestein
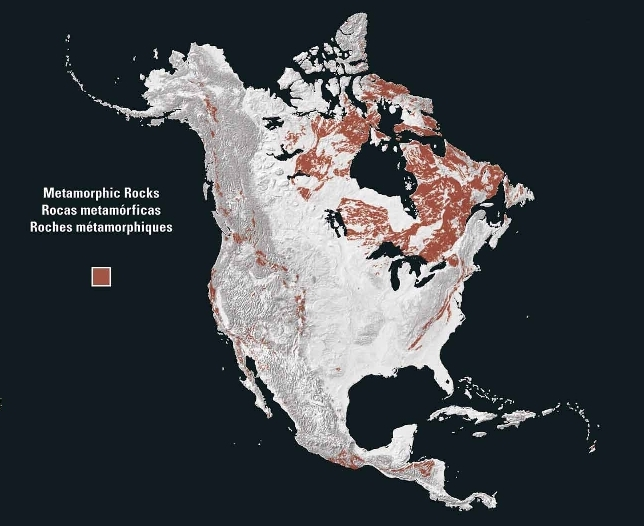
Metamorphe Gesteine

## Klima

Die terrestrischen ökologischen Regionen Nordamerikas (ausführliche Legende zu den Farben in der Kartenbeschreibung)

### Klassifizierung
Durch seine große Nord-Süd-Ausdehnung ist das Klima des Nordamerikanischen Kontinents von starken Gegensätzen geprägt. Im Bereich der Nordkanadischen Inseln und der Hudson Bay herrscht ein polares Tundrenklima vor, welches nach Süden und Westen von der borealen Zone begrenzt wird. Die Hudson Bay als „America’s icebox“ und der kalte Labradorstrom an der atlantischen Küste bewirken dabei an der Ostküste des Kontinents eine Ausdehnung des polaren Klimas nach Süden.
An diese polare Zone schließen sich im Süden gemäßigte Klimate an, die jedoch hauptsächlich auf dem Gebiet der USA liegen. Dies sind die zentralen kontinentalen Steppen und Prärien, sowie die humiden kontinentalen Klimate im Nordosten, welche sich nach Süden zu Wüstenklimaten im Südwesten bzw. humiden subtropischen Klimaten im Südosten wandeln. Für die Kordillerenregion ist in weiten Teilen ein Hochgebirgsklima charakteristisch. Sie hat einen entscheidenden Einfluss auf die klimatische Beschaffenheit der umliegenden Gebiete. Während an ihrer Luv-Seite im Westen ein ozeanisches Klima mit intensiven Regenfällen im Winter und trockenen, kühlen Sommern (Südwesten Kanada und Nordwesten USA) bzw. ein mediterranes bis wüstenhaftes Klima (Kalifornien und Südkalifornien) herrscht, bewirkt sie auf der Lee-Seite durch ihre Funktion als Niederschlagsriegel ein arides Klima und begünstigt so in den Südwest-Staaten der USA ein trocken-heißes Wüstenklima.

### Temperatur

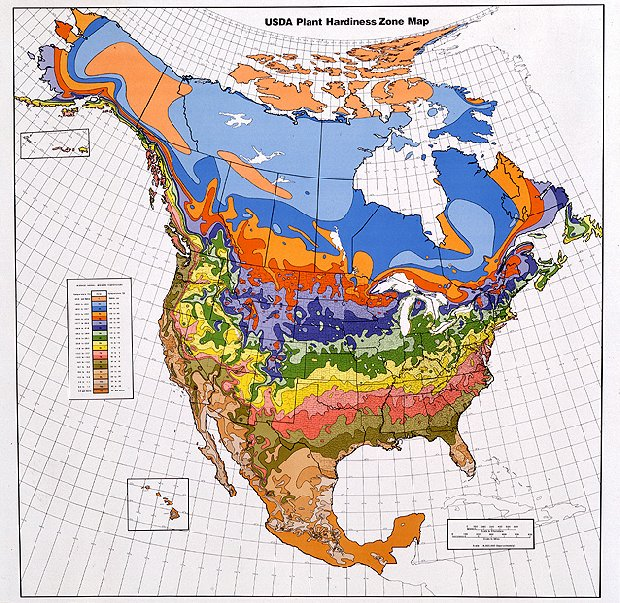
Hardiness zones Nordamerikas (extreme Minimaltemperatur)

Bei einem groben Überblick über den Verlauf der Isothermen in Nordamerika ergibt sich folgendes:
Im Zentrum des Kontinents steigt die Durchschnittstemperatur – wie zu erwarten – von Norden nach Süden relativ gleichmäßig an. Abweichungen von diesem Muster ergeben sich durch topografische Besonderheiten, beispielsweise durch die Hudson-Bay oder die großen Seen. Die durch das kontinentale Klima bedingten, großen Temperaturamplituden sind typisch ausgeprägt und erreichen im Norden Kanadas bis zu 45 K. An der Pazifikküste verhindert der maritime Einfluss solch extreme Unterschiede im Jahresverlauf und die Jahresamplituden sinken auf niedrige zweistellige Werte wie in Vancouver mit 14,2 K bis hin zu einstelligen Werten in San Francisco mit 7,6 K.
An der Ostküste des Kontinents, mit Ausnahme Floridas, ergibt sich jedoch ein völlig anderes Bild. Hier ist der Jahresgang der Temperaturen trotz der Nähe zum Atlantischen Ozean kontinental charakterisiert. Dies liegt zum einen am kalten Labradorstrom, der bis 35° N für sehr niedrige Wintertemperaturen sorgt, zum anderen an der Lage des Nordamerikanischen Kontinents in der Westwindzone, was ebenfalls zu quasi-kontinentalen Bedingungen an der Ostküste führt.

### Niederschlag
Der starke ozeanische Einfluss sorgt im Westen an der Pazifikküste für sehr hohe Niederschläge mit einem Sommermaximum. Die niederschlagsreichsten Gebiete sind an der Luv-Seite der Kordilleren British-Columbias zu finden, nach Süden hin schwächen sich die Niederschläge deutlich ab und erreichen im semi-ariden Klima Süd-Kaliforniens ihr relatives Minimum. Innerhalb der Kordilleren ist die Niederschlagsverteilung stark von der regionalen Topografie geprägt, dennoch ist auch hier ein deutliches Gefälle von Luv- zu Leelagen zu erkennen. Der Westen des Kontinents außerhalb der Kordillerenregion ist relativ niederschlagsarm, das Spektrum reicht von ariden Regionen in den Südweststaaten der USA bis zu den semi-ariden Steppen und der kontinentalen borealen Zone in Kanada mit maximal 500 mm Jahresniederschlag. Im Osten macht sich der maritime Einfluss deutlich bemerkbar. An der gesamten Ostküste des nordamerikanischen Kontinents sind relativ hohe Jahressummen zu verzeichnen, die Intensität nimmt von Norden nach Süden zu. Insbesondere an der Küste des Golf von Mexiko sind Jahressummen deutlich über 1000 mm üblich. Die tropisch-maritimen Luftmassen, die diese Niederschläge auslösen, wirken sich auf die Niederschlagsintensität des gesamten Südostens der USA aus. Im Bereich der Great Lakes gibt es aufgrund deren Größe ebenfalls einen maritimen Einfluss, den lake effect.

### Luftmassen und Windsysteme
Das Wettergeschehen des Nordamerikanischen Kontinents wird von mehreren Faktoren beeinflusst. Zum einen ist seine Lage im Bereich der Westwindzone bedeutsam, deren Hauptachse in etwa entlang des 48. Breitengrades verläuft und bis in große Höhen reicht. Durch die Barrierenwirkung der Kordilleren werden diese Luftmassen dem Aleuten-Tief im Norden und dem pazifischen Hoch im Süden zugeführt. Auf der Ostseite des Kontinents wird das Wettergeschehen vom Island-Tief und dem Azoren-Hoch beeinflusst.
Von großer Bedeutung ist außerdem die Geomorphologie des Kontinents. Das Fehlen einer Gebirgsbarriere in West-Ost-Richtung ermöglicht einen ungehinderten meridionalen Luftmassenaustausch. Beim Aufeinandertreffen der tropisch-warmen und der polar-kalten Luftmassen mit jeweils unterschiedlicher Feuchte kommt es zur Ausbildung von Zyklonen, die dem Westwindeinfluss folgend von West nach Ost über den Kontinent ziehen. Das ungehinderte Aufeinandertreffen dieser gegensätzlichen Luftmassen ist auch die wichtigste Voraussetzung für die meisten klimatischen Extremereignisse und bedingt die große Gefährdung des Nordamerikanischen Kontinents durch sogenannte climatic hazards (engl. für Klimagefahren).

### Klimaextreme
Die bereits erwähnte topografische Gliederung mit den Rocky Mountains entlang der Westküste und den Appalachen an der Ostküste, die den Kontinent südwärts trichterförmig begrenzt, sowie der angrenzende Pazifische Ozean im Westen, der Atlantische Ozean im Osten und das Karibische Meer bzw. der Golf von Mexiko im Süden bedingen das großräumige und häufige Auftreten von extremen Wetterereignissen, das den nordamerikanischen Kontinent auch in dieser Hinsicht als „Land der unbegrenzten Möglichkeiten“ erscheinen lässt. Das Auftreten dieser climatic hazards konzentriert sich dabei in erster Linie auf das kontinentale Staatsgebiet der Vereinigten Staaten von Amerika und betrifft nur in Ausnahmefällen auch den Süden Kanadas und im Falle der Hurrikans den gesamten Karibischen Raum und Zentralamerika.
Alle Extremereignisse sind dabei saisonal begrenzt, variieren jedoch stark im Hinblick auf ihr Verbreitungsgebiet bzw. die Größe der betroffenen Region. So treten im Frühjahr Tornados in den Zentralen Vereinigten Staaten und Telekonnektionen von El-Niño-Ereignissen, im Sommer Schwüle und Hitzewellen, Trockenheit und Starkregen, im Spätsommer und Herbst Hurrikans und im Winter Blizzards, Schneefälle und Frosteinbrüche auf.

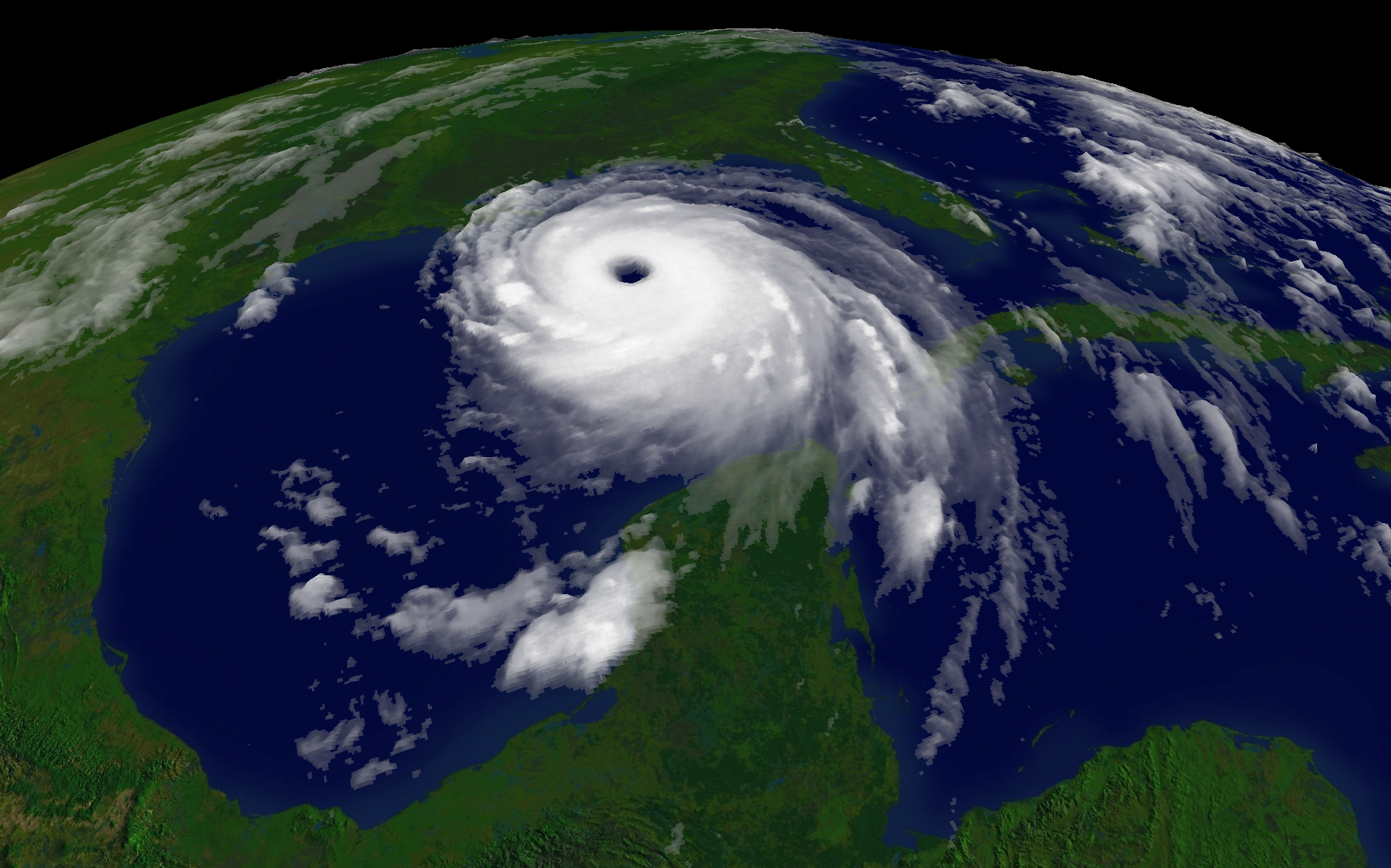
Hurrikan „Katrina“ über dem Golf von Mexiko, 28. August 2005

Die Schäden, die durch diese klimatisch induzierten Ereignisse in den USA verursacht werden, unterliegen von Jahr zu Jahr großen Schwankungen und beliefen sich im Zeitraum zwischen 1975 und 1998 auf durchschnittlich 10,47 Milliarden US-Dollar pro Jahr. Außerdem forderten climatic hazards über den gesamten Zeitraum etwa 8200 Menschenleben. Hinzu kommen jedoch spektakuläre Einzelereignisse, die nicht im oben genannten Zeitraum inkludiert sind und den langjährigen Durchschnitt um ein Vielfaches übertreffen können. Dazu zählen beispielsweise der Tri-State-Tornado vom 18. März 1925, der 695 Menschen das Leben kostete, die Johnstown Flash Flood, die im Mai 1889 im Bundesstaat Pennsylvania ca. 2200 Opfer forderte oder als jüngstes Beispiel der Hurrikan Katrina, der in dieser Hinsicht völlig neue Maßstäbe setzte und 1833 Tote forderte sowie finanzielle Schäden in Höhe von über 100 Milliarden US-Dollar verursachte.
Die Schadensermittlung ist aber mit vielen Unsicherheiten behaftet und Schätzungen, insbesondere in Bezug auf den finanziellen Schaden, weichen oft deutlich voneinander ab. Dies trifft vor allem dann zu, wenn neben dem direkten Schaden durch tatsächliche Zerstörungen auch der indirekte und volkswirtschaftliche Schaden in Betracht gezogen wird. Hierbei gilt, dass großflächige Ereignisse wie Dürren, Überschwemmungen und Hurrikans bezüglich des Schadens schwerer zu analysieren sind als eher kleinräumige Ereignisse wie Tornados oder Flash Floods. Auch bei der Bestimmung der Opferzahl kommt es bei großräumigen Ereignissen zu deutlichen Abweichungen. Hier sind vor allem Kälteeinbrüche und Hitzewellen zu nennen, bei denen die Unterscheidung von direkten Opfern und natürlichen Todesfällen komplizierte statistische Berechnungen erfordern. Prinzipiell lässt sich jedoch festhalten, dass Überflutungen als schadensträchtigste Folge von Klimaextremen zu nennen ist, gefolgt von Hurrikans und Tornados. Überraschend ist aber beispielsweise, dass im Zeitraum von 1975 bis 1998 das zweitgefährlichste Wetterereignis für Leib und Leben in Blitzschlägen bestand.

## Bevölkerung

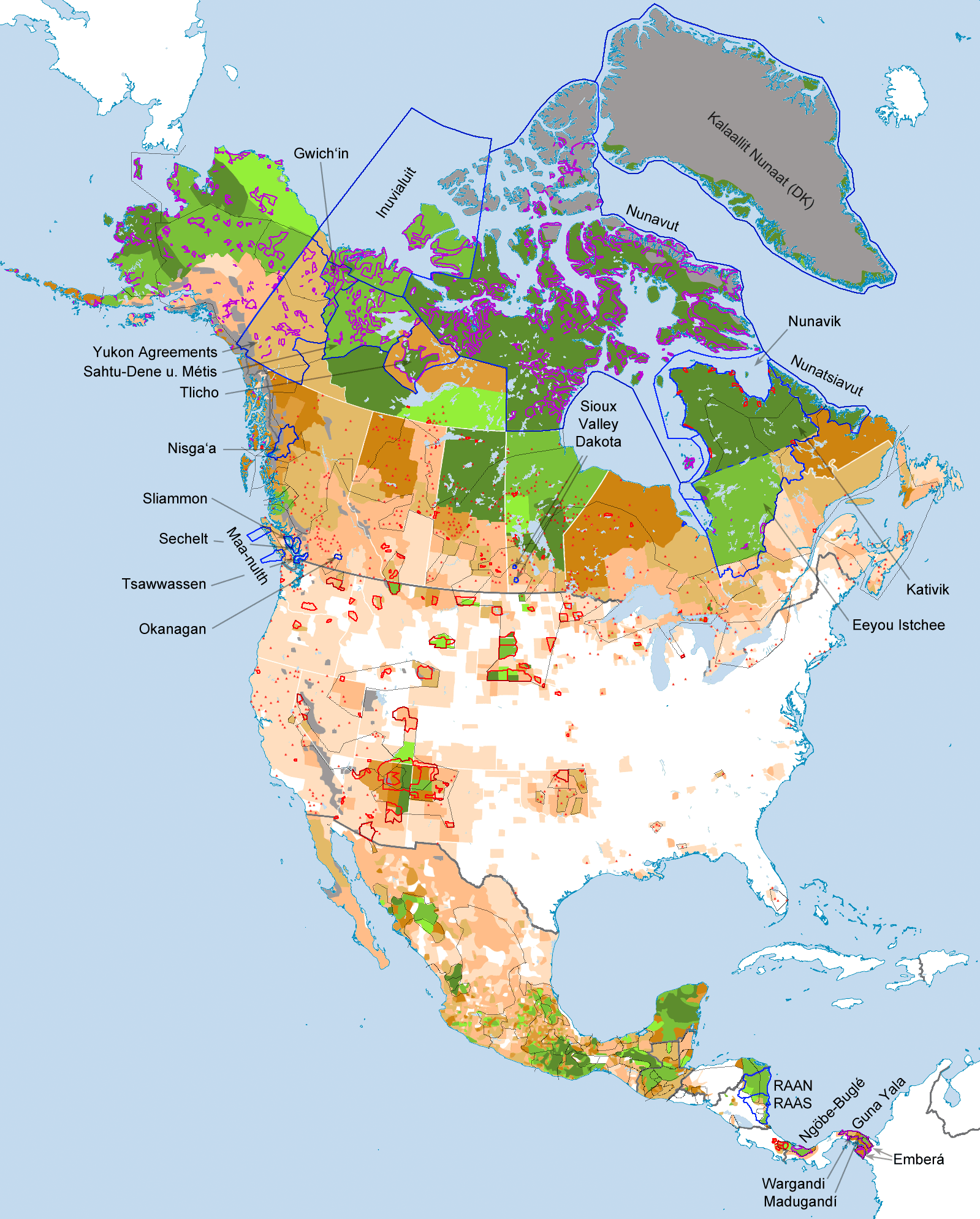

| Anteile indigener Bevölkerungsgruppen nach nationalen Censusregionen > 80 %61–80 %51–60 % 36–50 %26–35 %16–25 % 6–15 %1–5 %< 1 %unbewohnbar | Von den jeweiligen Staaten anerkannte indigene Territorien 𐌏 Uneingeschränktes Landeigentum 𐌏 Autonome Regionen (mit Benennungen) 𐌏▴ Indianerreservate (je nach darstellbarer Flächengröße) ◌ Ethnien mit > 10.000 Angehörigen / Mehrheit in einer Region / sehr große Verbreitung |

|  |

### Entwicklung der Bevölkerung Nordamerikas
Die nachstehende Grafik veranschaulicht die Bevölkerungsentwicklung in der Karibik sowie in Zentral- und Nordamerika, ausgedrückt in Millionen Einwohnern.
| Karibik sowie in Zentral- und Nordamerika: Einwohnerzahlen von 1950 bis 2020 | Karibik sowie in Zentral- und Nordamerika: Einwohnerzahlen von 1950 bis 2020 | Karibik sowie in Zentral- und Nordamerika: Einwohnerzahlen von 1950 bis 2020 | Karibik sowie in Zentral- und Nordamerika: Einwohnerzahlen von 1950 bis 2020 | Karibik sowie in Zentral- und Nordamerika: Einwohnerzahlen von 1950 bis 2020 |
| ---------------------------------------------------------------------------- | ---------------------------------------------------------------------------- | ---------------------------------------------------------------------------- | ---------------------------------------------------------------------------- | ---------------------------------------------------------------------------- |
| Jahr                                                                         |                                                                              |                                                                              |                                                                              | Einwohner                                                                    |
| 1950                                                                         | 1950                                                                         |                                                                              | 216                                                                          | 216                                                                          |
| 1960                                                                         | 1960                                                                         |                                                                              | 262                                                                          | 262                                                                          |
| 1970                                                                         | 1970                                                                         |                                                                              | 313                                                                          | 313                                                                          |
| 1980                                                                         | 1980                                                                         |                                                                              | 366                                                                          | 366                                                                          |
| 1990                                                                         | 1990                                                                         |                                                                              | 418                                                                          | 418                                                                          |
| 2000                                                                         | 2000                                                                         |                                                                              | 483                                                                          | 483                                                                          |
| 2010                                                                         | 2010                                                                         |                                                                              | 540                                                                          | 540                                                                          |
| 2020                                                                         | 2020                                                                         |                                                                              | 593                                                                          | 593                                                                          |
| Quelle(n): ausgedrückt in Millionen Einwohnern                               |                                                                              |                                                                              |                                                                              |                                                                              |

### Indigene Bevölkerung
Vor der Entdeckung und Eroberung durch europäische Nationen war Nordamerika bereits von einer Vielzahl eingeborener Ethnien besiedelt, die nach dem Ende der letzten Eiszeit in mehreren Einwanderungswellen aus Asien kamen. Während die Nachkommen der letzten Welle (die nur im hohen Norden siedelten) gemeinhin als Eskimos und Aleuten bezeichnet werden, ist für alle anderen nach wie vor der Oberbegriff Indianer beliebt. Die Kanadier verwenden auch die Bezeichnung First Nations für alle indigenen Völker des Landes.
Vom Beginn des 16. bis zum Ende des 19. Jahrhunderts führten unzählige Kriege und Assimilationsbestrebungen (zum Teil mit Geno- und Ethnoziden) zu einer drastischen Verringerung der indigenen Bevölkerungszahlen. Erst seit Beginn des 20. Jahrhunderts kam es nahezu überall wieder zu einer Bevölkerungszunahme. Die Anteile gegenüber der europäischstämmigen Bevölkerung sind in den dicht besiedelten Regionen (abgesehen von einigen Gebieten Mexikos und Mittelamerikas) heute nur noch sehr gering. Deutliche Anteile bis hin zu Mehrheitssituationen findet man vor allem in den Indianerreservaten und in extrem dünn besiedelten Wildnisregionen.
Die nebenstehende Landkarte zeigt die Anteile indigener Ethnien an der Gesamtbevölkerung (bezogen auf die jeweiligen nationalen Censusgebiete) sowie deren Territorien zu Beginn des 21. Jahrhunderts.

## Wirtschaft
Die Wirtschaft Nordamerikas umfasst mehr als eine halbe Milliarde Menschen in 23 Staaten und ist geprägt von den starken Unterschieden zwischen den reichen Ländern Kanada und USA, welche zu den wohlhabendsten Staaten der Welt zählen, und den armen Ländern Zentralamerikas und der Karibik; Mexiko, die Bahamas und Costa Rica liegen dazwischen. Obwohl Mexiko Teil der NAFTA und der OECD ist, ist es trotzdem um einiges ärmer als die nördlichen Nachbarn. Die zentralamerikanischen Staaten sind über das Freihandelsabkommen DR-CAFTA an Nordamerika gebunden.
Handelsvereinigungen in Nordamerika:
- Asia-Pacific Economic Cooperation (APEC) ist eine Wirtschaftsvereinigung von weltweit 21 Staaten. Von Nordamerika sind Kanada, Mexiko und die USA Mitglieder.
- Karibische Gemeinschaft (CARICOM) ein Zusammenschluss 15 karibischer Staaten.
- Central American Free Trade Agreement (CAFTA) ist ein Freihandelsabkommen zwischen Costa Rica, der Dominikanischen Republik, El Salvador, Guatemala, Honduras, Nicaragua und den Vereinigten Staaten.
- North American Free Trade Agreement (NAFTA, Nordamerikanisches Freihandelsabkommen) ist ein ausgedehnter Wirtschaftsverbund zwischen Kanada, den USA sowie Mexiko und bildet eine Freihandelszone.

## Geschichte

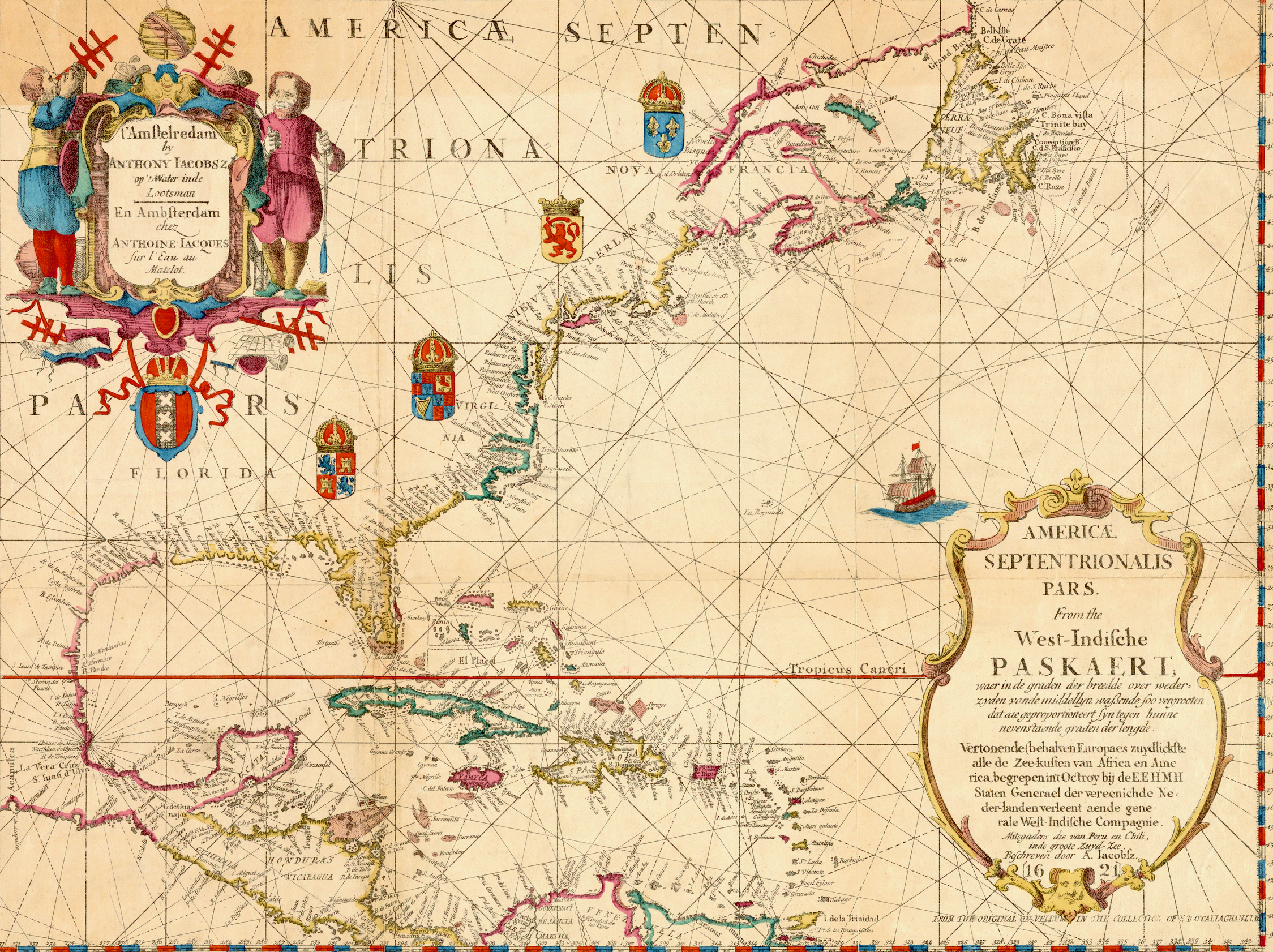
Historische Karte des bekannten Nord- und Mittelamerika, 16./17. Jahrhundert

Viele nordamerikanische Urvölker waren bei der Entdeckung durch die Europäer sesshaft und betrieben bereits ausgiebig Ackerbau und Viehzucht, einige waren Jäger und Sammler. Nachdem sich die Bevölkerungszahl der Ureinwohner aufgrund von fehlender Resistenz gegenüber aus Europa eingeschleppten Krankheiten und Massakern durch Kolonisten an den Einheimischen um etwa 90 % dezimiert hatte, waren diese zahlenmäßig so stark unterlegen, dass sie kaum noch Widerstand leisten konnten. So gründeten viele Urvölker neue Stämme und Vereinigungen als Reaktion zur Europäischen Besiedlung. Bekannte Gruppen sind Wyandot, Mohawk, Apachen, Cherokee, Sioux, Mohegan, Irokesen und Eskimos.
Nach heutigem Wissensstand waren die ersten Europäer, die Nordamerika erreichten (Neufundland), die Grænlendingar, welche es als Vinland bezeichneten. Sie erreichten es um das Jahr 1000. Obwohl sie einige Siedlungen errichteten, hinterließen sie nur wenige Spuren auf dem Kontinent, wie bei L’Anse aux Meadows auf Neufundland.

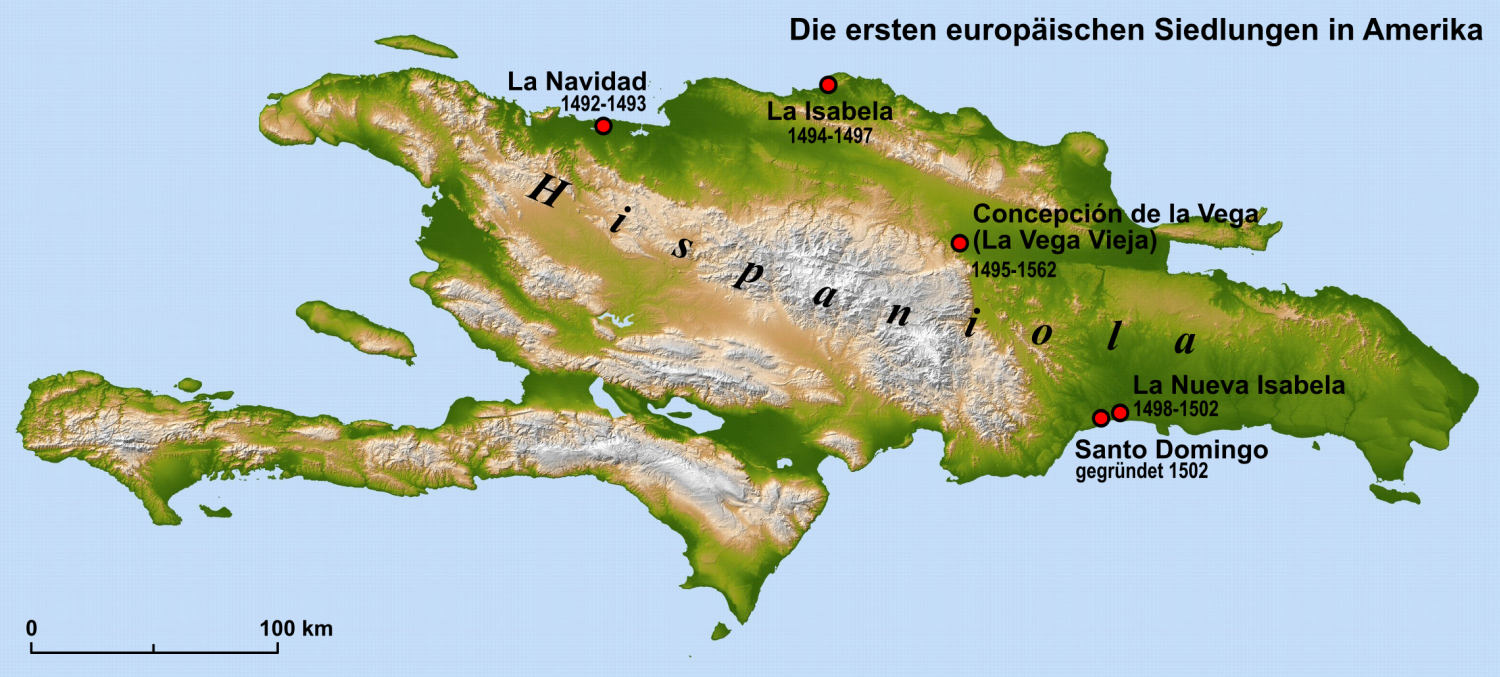
Erste Europäische Siedlungen

Nachdem Christoph Kolumbus 1492 Amerika entdeckt hatte, waren die Spanier die ersten Europäer, die im südlichen Nordamerika blieben. Sie kontrollierten bald die großen Inseln der Karibik, besiegten die Azteken und erhielten auch die Kontrolle über Zentralamerika und Mexiko.
Die Entdeckung Nordamerikas, genauer gesagt des späteren Kanada, gelang in englischem Auftrag dem Italiener Giovanni Caboto (John Cabot) im Jahr 1497. Während einige kleinere Länder wie die Niederlande oder Schweden nur kleinere Besitzungen auf dem Kontinent hatten, wurde der Kontinent zwischen den Spaniern, den Franzosen und den Engländern aufgeteilt.
Die ersten englischen Siedlungen waren Jamestown und Plymouth Rock, welche jetzt Virginia und Massachusetts heißen. Die ersten französischen Siedlungen waren Port Royal und Québec in den jetzigen kanadischen Provinzen Nova Scotia und Québec.

## Regionale und politische Unterteilung

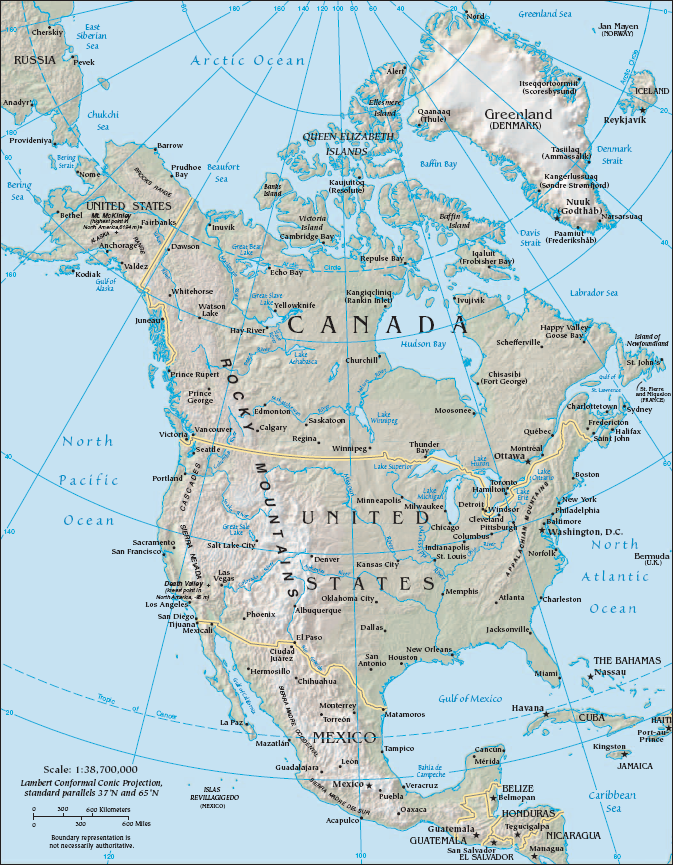
Karte von Nordamerika

Auf der Hauptlandmasse befinden sich drei große und bevölkerungsreiche Staaten, die über 85 Prozent der Gesamtfläche ausmachen
| Staat              | Hauptstadt       | Details |
| ------------------ | ---------------- | --- |
| Kanada             | Ottawa           | Viele kleine Inseln an der Küste von Nordamerika gehören zu Kanada, inklusive der Vancouver-Insel und der Inselgruppe Haida Gwaii im Westen, Prince Edward Island, Neufundland und der Kap-Breton-Insel im Osten und dem Kanadisch-arktischen Archipel im Norden. |
| Mexiko             | Mexiko-Stadt     | Die Revillagigedo-Inseln und unzählige kleinere Inseln gehören zu Mexiko. |
| Vereinigte Staaten | Washington, D.C. | Die 48 zusammenhängenden Staaten und Alaska bilden den Großteil der USA. Zu ihnen gehört auch Hawaii, dessen Inseln weitab vom Kontinent im Pazifischen Ozean liegen und zu Australien und Ozeanien zählen.                                                       |

und die abhängigen Inseln:
| Insel                     | Hauptstadt           | Details |
| ------------------------- | -------------------- | --- |
| Bermuda                   | Hamilton             | Ein britisches Überseegebiet, das etwa 1072 km südöstlich von New York City entfernt liegt.                                      |
| Grönland                  | Nuuk (dän.: Godthåb) | Die größte Insel der Welt ist ein weitgehend autonomer Bestandteil des Königreichs Dänemark.                                     |
| Saint-Pierre und Miquelon | Saint-Pierre         | eine kleine französische Gebietskörperschaft bestehend aus mehreren Inseln an der Südküste von Neufundland und Labrador (Kanada) |

Am Südende des Kontinents, in dem relativ kleinen Bereich Zentralamerika, befinden sich folgende Staaten
| Staat       | Hauptstadt      |
| ----------- | --------------- |
| Belize      | Belmopan        |
| Costa Rica  | San José        |
| El Salvador | San Salvador    |
| Guatemala   | Guatemala-Stadt |
| Honduras    | Tegucigalpa     |
| Nicaragua   | Managua         |
| Panama 1    | Panama-Stadt    |

Am Südostende des Kontinentes, in der Karibik, befinden sich viele Inselstaaten
| Staat                          | Hauptstadt     |
| ------------------------------ | -------------- |
| Antigua und Barbuda            | Saint John’s   |
| Bahamas                        | Nassau         |
| Barbados                       | Bridgetown     |
| Dominica                       | Roseau         |
| Dominikanische Republik        | Santo Domingo  |
| Grenada                        | St. George’s   |
| Haiti                          | Port-au-Prince |
| Jamaika                        | Kingston       |
| Kuba                           | Havanna        |
| St. Kitts und Nevis            | Basseterre     |
| St. Lucia                      | Castries       |
| St. Vincent und die Grenadinen | Kingstown      |
| Trinidad und Tobago 2          | Port of Spain  |

und die abhängigen Inseln und Inselteile:
| Insel/Inselteil                              | Hauptstadt       | Staatsteil                                         |
| -------------------------------------------- | ---------------- | -------------------------------------------------- |
| Amerikanische Jungferninseln                 | Charlotte Amalie | nicht inkorporiertes US-amerikanisches Außengebiet |
| Anguilla                                     | The Valley       | britisches Überseegebiet                           |
| Aruba 2                                      | Oranjestad       | Teil des Königreiches der Niederlande              |
| Bonaire 2                                    | Kralendijk       | Besondere Gemeinden der Niederlande                |
| Britische Jungferninseln                     | Road Town        | britisches Überseegebiet                           |
| Curaçao 2                                    | Willemstad       | Teil des Königreiches der Niederlande              |
| Cayman Islands                               | George Town      | britisches Überseegebiet                           |
| Guadeloupe                                   | Basse-Terre      | Übersee-Département und eine Region Frankreichs    |
| Martinique                                   | Fort-de-France   | Übersee-Département und eine Region Frankreichs    |
| Montserrat                                   | Plymouth         | britisches Überseegebiet                           |
| Navassa                                      |                  | nicht inkorporiertes US-amerikanisches Außengebiet |
| Puerto Rico                                  | San Juan         | nicht inkorporiertes US-amerikanisches Außengebiet |
| Saba                                         | The Bottom       | Besondere Gemeinden der Niederlande                |
| Saint-Barthélemy                             | Gustavia         | Collectivité d’outre-mer Frankreichs               |
| Saint-Martin (Nordteil der Insel St. Martin) | Marigot          | Collectivité d’outre-mer Frankreichs               |
| Sint Eustatius                               | Oranjestad       | Besondere Gemeinden der Niederlande                |
| Sint Maarten (Südteil der Insel St. Martin)  | Philipsburg      | Teil des Königreiches der Niederlande              |
| Turks- und Caicosinseln                      | Cockburn Town    | britisches Überseegebiet                           |

1 Panama wird wegen des Isthmus von Panama sowohl zu Nord- als auch zu Südamerika gezählt.

2 Diese Inseln befinden sich in Südamerika, werden aber wegen historischer und kultureller Gründe trotzdem zu Nordamerika gezählt.
Die USA und andere englischsprachige Nationen Amerikas werden als Angloamerika bezeichnet. Kanada gliedert sich in einen anglokanadischen und einen frankokanadischen Teil; der französischsprachige Teil des größten amerikanischen Landes (größtenteils Québec) wird normalerweise weder zu Anglo- noch Lateinamerika gezählt. Die anderen nord- und südamerikanischen Nationen werden unter den Begriffen Lateinamerika oder Iberoamerika zusammengefasst.
„Nordamerika“ hat unterschiedliche Bedeutungen für verschiedene Menschen. Im kanadischen und US-amerikanischen Alltagsgebrauch bezeichnet Nordamerika meistens nur Kanada und die Vereinigten Staaten. Die meisten Mexikaner sehen ihr Land Mexiko hingegen als zu "Nordamerika" gehörig; dem entspricht der überwiegende Wortgebrauch in der deutschsprachigen Wissenschaft, im internationalen Vertragswesen u. ä.